# Вейи (Кот-д’Ор)
Вейи́ (фр. Veilly) — коммуна во Франции, находится в регионе Бургундия. Департамент коммуны — Кот-д’Ор. Входит в состав кантона Блиньи-сюр-Уш. Округ коммуны — Бон.
Код INSEE коммуны — 21660.

## Население
Население коммуны на 2010 год составляло 61 человек.
| 1962 | 1968 | 1975 | 1982 | 1990 | 1999 | 2010 |
| ---- | ---- | ---- | ---- | ---- | ---- | ---- |
| 80   | 66   | 61   | 60   | 59   | 64   | 61   |

## Экономика
В 2010 году среди 43 человек трудоспособного возраста (15—64 лет) 33 были экономически активными, 10 — неактивными (показатель активности — 76,7 %, в 1999 году было 61,0 %). Из 33 активных жителей работали 32 человека (19 мужчин и 13 женщин), безработным был 1 мужчина. Среди 10 неактивных 3 человека были учениками или студентами, 2 — пенсионерами, 5 были неактивными по другим причинам.